# Piqua (Ohio)
Piqua è una città degli Stati Uniti d'America, situata nello Stato dell'Ohio, nella contea di Miami.